# Schwanzrassel

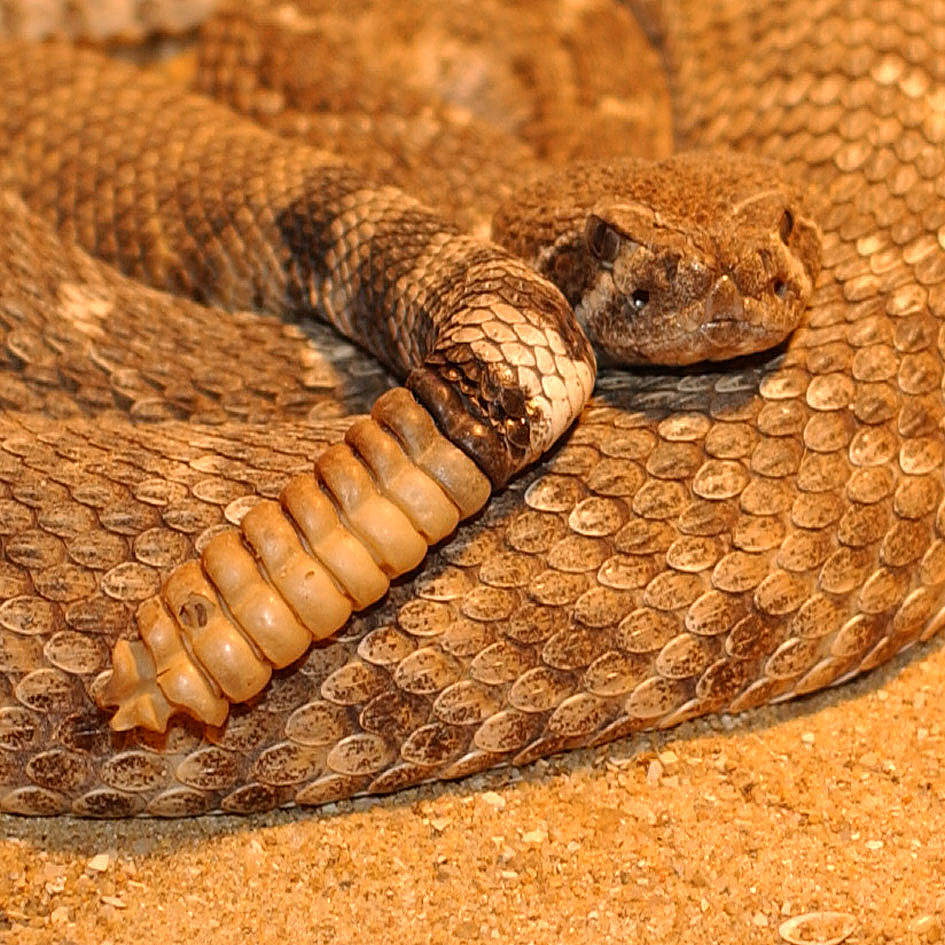
Texas-Klapperschlange (Crotalus atrox)

Die Schwanzrassel ist eine anatomische Bildung, die ausschließlich bei den zu den Grubenottern gehörenden Gattungen der Klapperschlangen (Crotalus) und Zwergklapperschlangen (Sistrurus) vorkommt. Sie wird von den Tieren eingesetzt, um einen lauten Warnlaut gegenüber potentiellen Feinden oder anderen Bedrohungen zu produzieren.

## Aufbau
Die Schwanzrassel wird bei den Klapperschlangen am Schwanzende gebildet. Es handelt sich um eine Struktur aus mehreren lose ineinander verschachtelten Hornschuppen. Dies sind ehemalige Schuppen der Schwanzspitze, die als einzige bei der Häutung nicht abgeworfen werden; entsprechend wird die Rassel bei jeder Häutung verlängert. In freier Wildbahn brechen die Endglieder der Rassel gelegentlich ab, sodass die Anzahl der Endglieder nur bei jungen Schlangen der bisherigen Anzahl der Häutungen entspricht. Diese häuten sich allerdings mehrfach im Jahr, wodurch keine Altersangabe über die Rasselglieder möglich ist.
Der Schwanz ist bei fast allen Klapperschlangen im Vergleich zu anderen Schlangen sehr kurz. Da Klapperschlangen bodenlebend sind, brauchen sie keinen Schwanz, der beim Klettern eingesetzt werden kann. Außerdem kann ein kurzer Schwanz einfacher zum Vibrieren gebracht werden, um die Schwanzrassel einzusetzen. Eine Ausnahme bildet die Langschwanz-Klapperschlange (Crotalus stejnegeri), die nur eine kurze Schwanzrassel ausbildet und nur die Schwanzspitze selbst vibrieren lässt.

## Variation

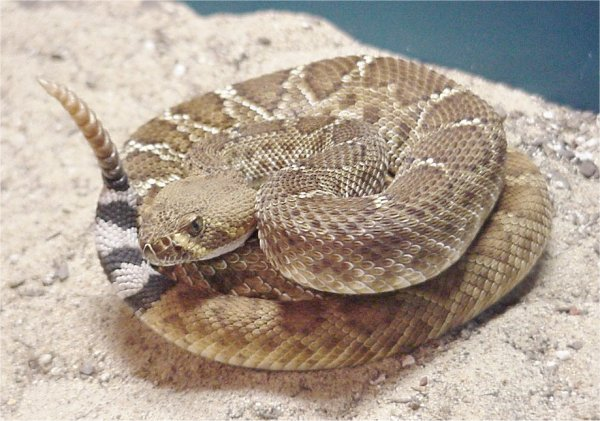
Rote Diamant-Klapperschlange (Crotalus ruber)

Die Schwanzrassel ist in ihrer Größe arttypisch sehr unterschiedlich ausgeprägt. Sowohl wald- wie auch steppenbewohnende Arten haben meistens eine relativ groß ausgebildete Rassel. Demgegenüber haben verschiedene Inselpopulationen nur sehr kleine Rasseln und verlieren die letzten Rasselglieder; die Santa-Catalina-Klapperschlange (C. catalinensis) bildet als einzige Art gar keine Schwanzrassel.

## Benutzung als Warnsignal
Die Hauptverteidigungsstrategie der Klapperschlangen ist ihre Tarnung durch Färbung und Verhalten. Zudem verstecken sie sich häufig unter Steinen oder in Gebüschen. Wenn diese passive Verteidigung nicht funktioniert, kommt es zu einer aktiven und aggressiven Verteidigung, die vor allem gegenüber großen Säugetieren eingesetzt wird. Sie rollen sich dann am Boden zusammen und benutzen ihre Schwanzrassel, um einen deutlichen Warnlaut zu produzieren, dabei fixieren sie den potentiellen Gegner und beißen im Extremfall auch zu. Die Warnung durch die sehr laute Rassel ist vor allem bei Huftieren sehr effektiv, die eher zufällig auf Klapperschlangen treffen und diese zertreten könnten.

## Imitation von Klapperschlangen

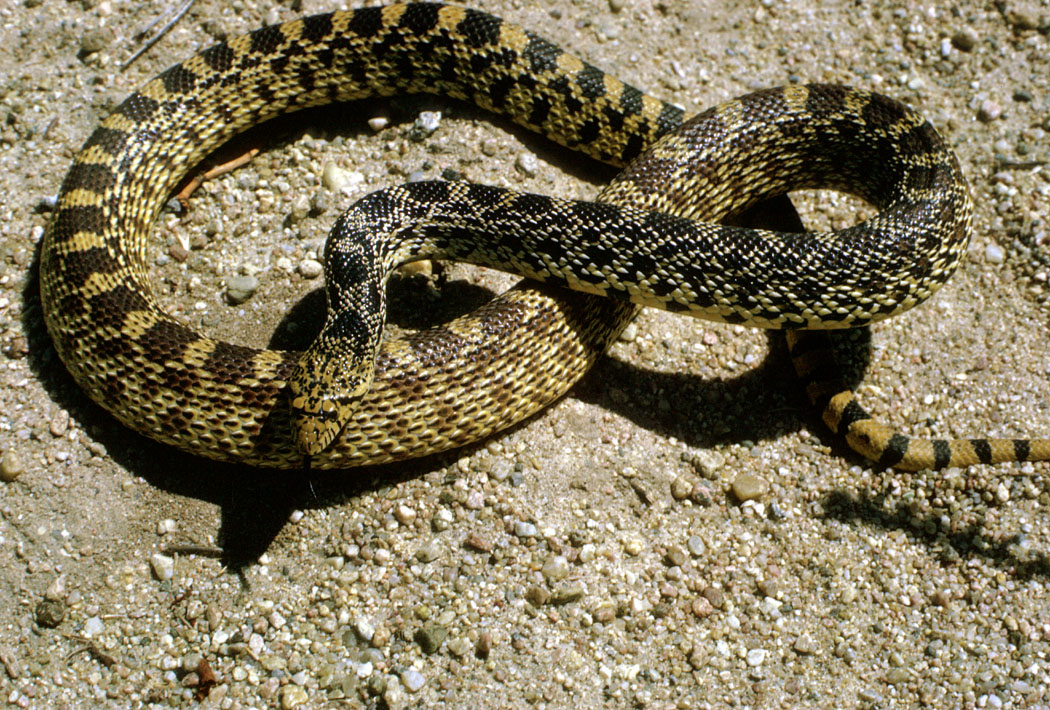
Bullennatter (Pituophis melanoleucas)

Da das Verhalten und vor allem der Warnlaut der Klapperschlangen besonders gegenüber unspezialisierten Raubtieren sehr effektiv ist, gibt es eine Reihe von anderen Tieren, die dieses Geräusch der Rassel nachahmen und auf diese Weise versuchen, eine Klapperschlange zu imitieren (Mimikry). Dies kann vor allem bei verschiedenen ungiftigen Nattern beobachtet werden, die auch in der Färbung den Klapperschlangen ähneln. Zu diesen gehören etwa Arten der Amerikanischen Kletternattern (Pantherophis), die Bullennatter (Pituophis melanoleucas) und die Westliche Hakennasennatter (Heterodon nasicus). Ungewöhnlich ist das Verhalten des zu den Eulen gehörenden Kaninchenkauzes (Athene cunicularia), der in unterirdischen Bauten lebt und bei Gefahr ebenfalls das Rasseln der Klapperschlangen nachahmt.
Die vor allem in Afrika vorkommenden Sandrasselottern der Gattung Echis haben unabhängig von den Klapperschlangen einen ähnlichen Warnlaut entwickelt. Bei ihnen sind die Körperschuppen durch hohe Kiele sehr rau und durch ein Aneinanderreiben entsteht ein laut rasselnder Warnlaut. Ähnlich warnt auch die asiatische Halysotter, die an der Unterseite des Schwanzes einen Hornstachel besitzt, den sie schnell über den Boden vibrieren lässt.